# Lawrence Bergman
Pour les articles homonymes, voir Bergman.
 (novembre 2023).
Si vous disposez d'ouvrages ou d'articles de référence ou si vous connaissez des sites web de qualité traitant du thème abordé ici, merci de compléter l'article en donnant les références utiles à sa vérifiabilité et en les liant à la section « Notes et références ».
Lawrence S. Bergman, né le 6 décembre 1940 à Montréal, est un notaire et homme politique canadien, ministre du gouvernement Charest de 2003 à 2007. De 1994 jusqu'en 2014, il représente la circonscription de D'Arcy-McGee à l'Assemblée nationale du Québec.

## Biographie
Lawrence S. Bergman est diplômé en droit de l'Université de Montréal (1964) et notaire depuis 1965. Il est associé de l'étude de notaires Berger & Bergman de 1966 à 1994.
Il est élu à l'Assemblée nationale du Québec pour la première fois aux élections de 1994 dans la circonscription de D'Arcy-McGee. Il est réélu lors des élections suivantes en 1998.
Lors des élections de 2003, son parti prend le pouvoir, avec Jean Charest à sa tête. Il est nommé ministre du Revenu, poste qu'il occupe jusqu'à l'élection suivante, où il ne refait pas partie du conseil des ministres. Il est réélu à l'élection de 2008 avec une majorité de 13 421 voix.
Il est président de la Commission des transports et de l'environnement du 25 mai 2007 au 5 novembre 2008. Le 18 décembre 2008, il est nommé président du caucus des députés libéraux jusqu'au 1er août 2012. Il est par la suite président de la Commission de la santé et des services sociaux du 7 novembre 2012 au 5 mars 2014. Il ne s'est pas représenté en 2014. 
Lawrence Bergman est également engagé depuis longtemps dans la communauté juive canadienne, comme membre ou dirigeant de plusieurs organisations, telles B'nai B'rith, la Congrégation Adath Israel-Poale Zedek de Montréal, le Conseil de la communauté juive de Montréal, l'Institut canadien de recherches sur le judaïsme et le State of Israel Bonds.
En décembre 2000, il est le principal instigateur de la motion de blâme parlementaire condamnant l'ancien député Yves Michaud pour des propos controversés tenus sur le chanoine Lionel Groulx et l'antisémitisme (voir affaire Michaud). En 2011, Il tente de présenter une motion similaire contre des propos tenus sur le site web Vigile.net, mais la motion est rejetée,.

## Honneurs
- Prix Rabbanit Sarah Herzog, remis par Emunah Women of Canada, en reconnaissance de son service pour la communauté juive et l'État d'Israël (1996)
- Prix Jérusalem 1999, présenté par la ville de Jérusalem, l'Organisation sioniste mondiale et la Fédération sioniste canadienne, région de l'Est
- Décoration du Rayonnement culturel, remise par la Délégation de la Renaissance française au Québec (21 juin 2000)